# Lebadea moorei
Lebadea moorei är en fjärilsart som beskrevs av Hall 1930. Lebadea moorei ingår i släktet Lebadea och familjen praktfjärilar. Inga underarter finns listade i Catalogue of Life.